# Hapag-Lloyd Flug

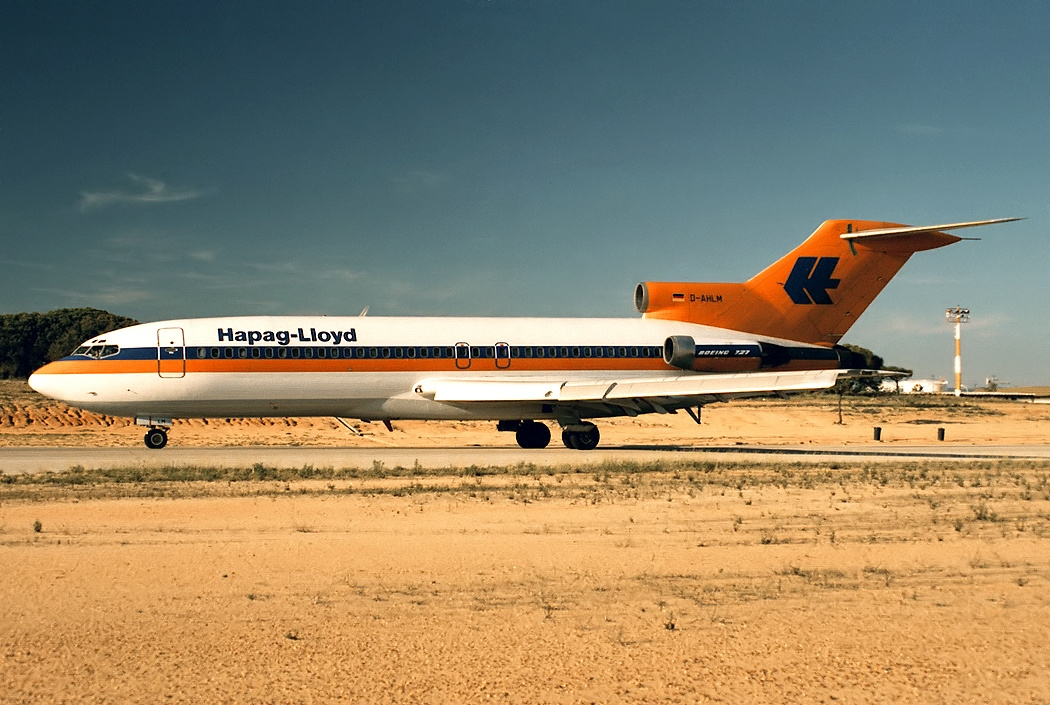
Hapag-Lloyd Boeing 727-100, Faro 1990

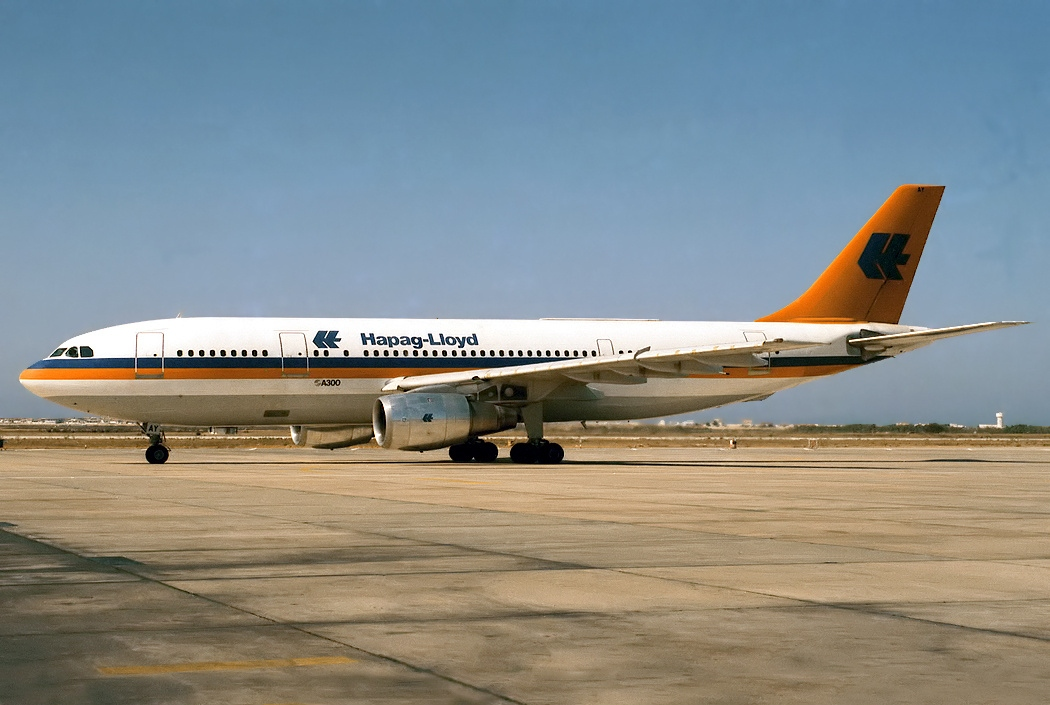
Hapag-Lloyd Airbus A300B4, Faro 1985

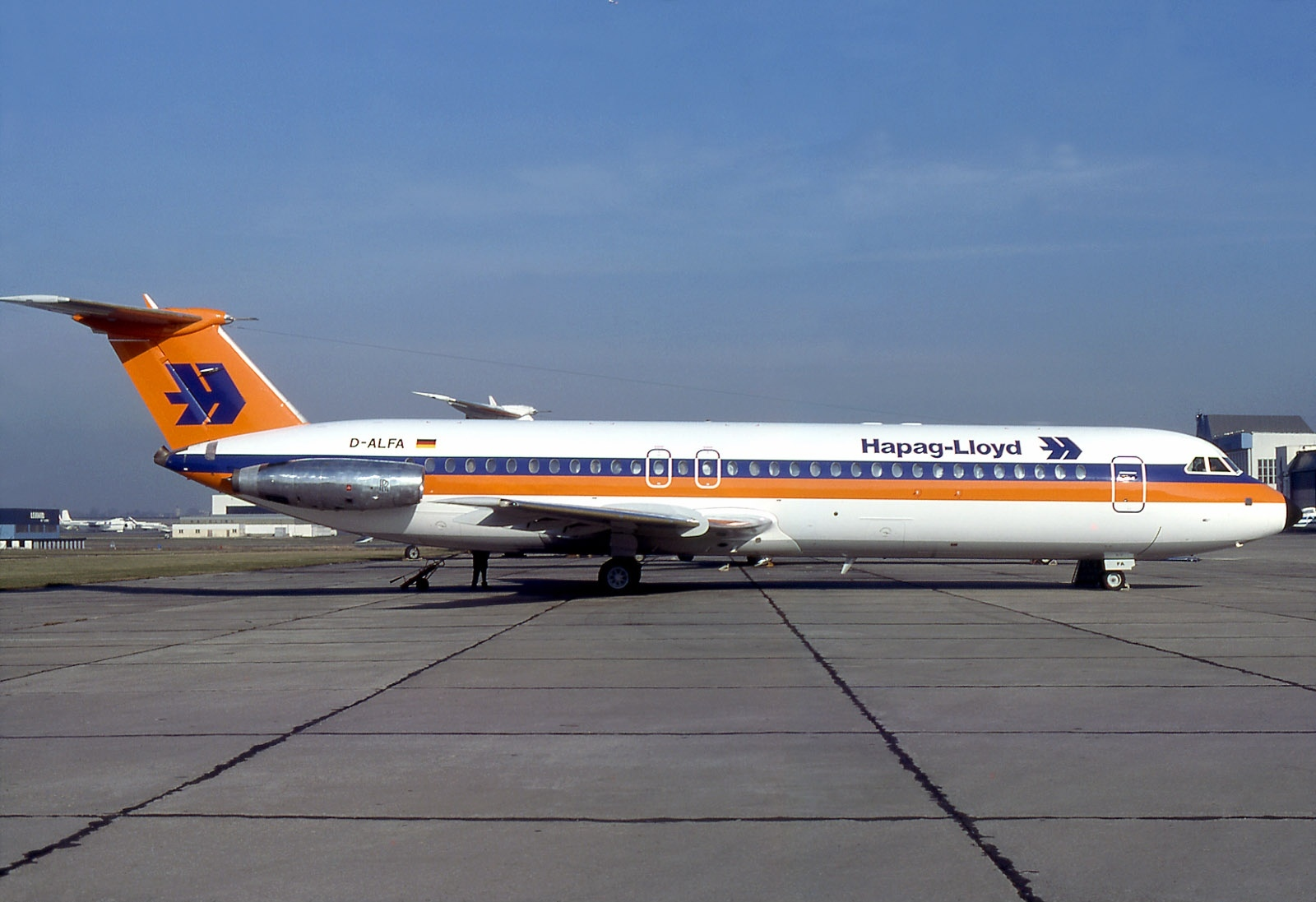
Hapag-Lloyd BAC 111-528FL, Paris-Le Bourgets flygplats 1980

Hapag-Lloyd Flug var ett tyskt flygbolag baserat på Hannover-Langenhagens flygplats som utförde charterflygningar. Flygbolaget Hapag-Lloyd Flug grundades i Hannover år 1972.
Hapag-Lloyd trafikerade främst turistmål runt Medelhavet och Kanarieöarna. På långdistanslinjerna flög A310 till Toronto, Boston, Miami, New York, Philadelphia, Tampa och Fort Lauderdale fram till 2001.
År 2007 bytte Hapag-Lloyd Fluggesellschaft officiellt namn till TUIfly.

## Flotta

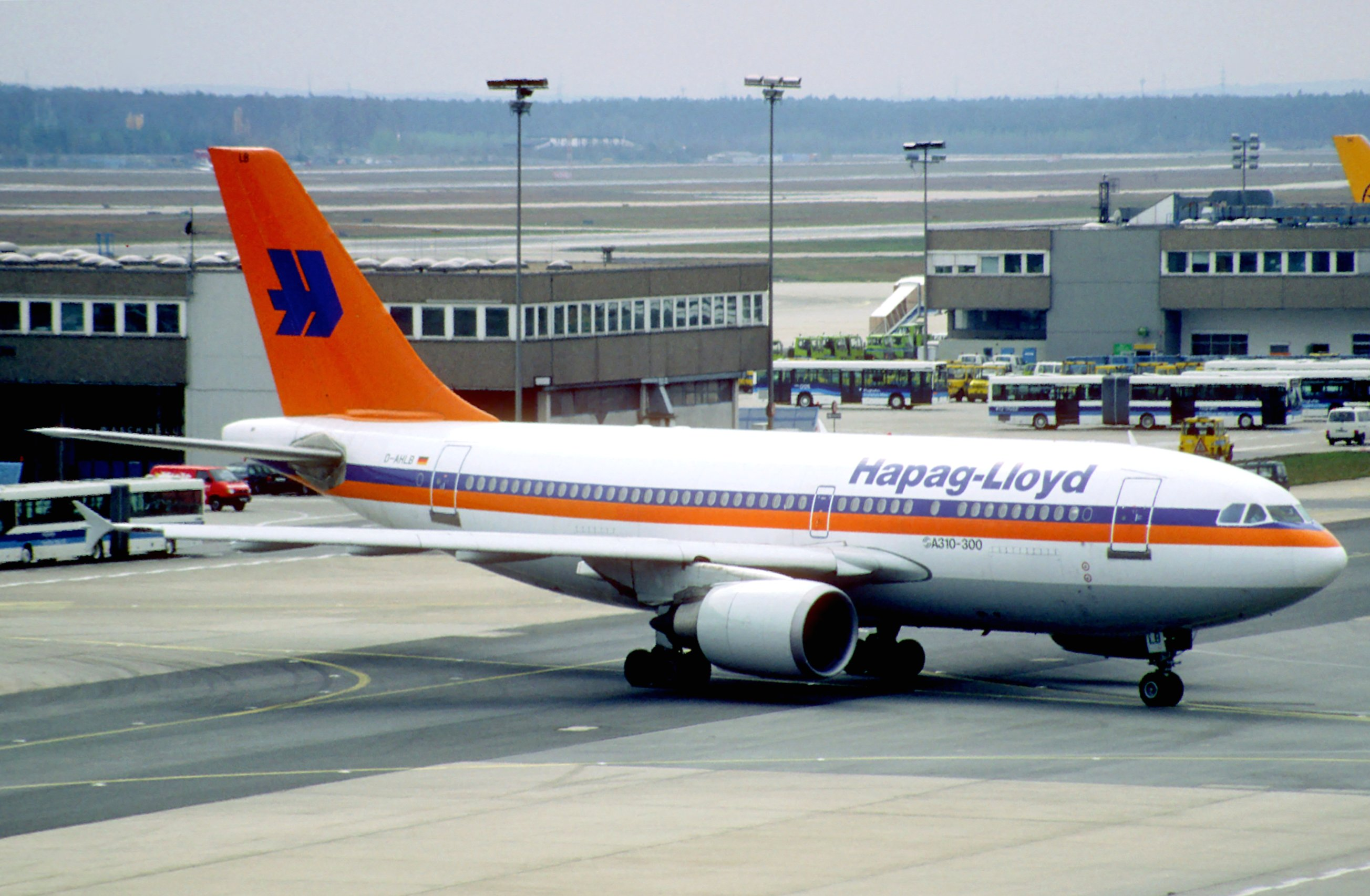
Hapag Lloyd Airbus A310 D-AHLB som kraschade i Wien i juli 2000, Frankfurt 1998

Plan som ingått i flottan:
- Airbus A300
- Airbus A310
- BAC 1-11-500
- Boeing 727-100
- Boeing 727-200
- Boeing 737-200
- Boeing 737-400
- Boeing 737-500
- Boeing 737-600

## Haverier
Den enda flygplansförlusten inträffade den 12 juli 2000 med en Airbus A310-300, när landningsstället inte kunde fällas in efter start från Kreta. Den extra bränsleförbrukningen tvingade piloten att nödlanda på Wiens flygplats på grund av bränslebrist, där flygplanet landade framför landningsbanan.

## Källhänvisningar